# آریانا گاریبوتی
آریانا گاریبوتی (انگلیسی: Arianna Garibotti؛ زادهٔ ۹ دسامبر ۱۹۸۹) ورزشکار واترپلو اهل ایتالیا است.
وی در مسابقات کشوری و بین‌المللی در مجموع برندهٔ ۲ مدال نقره، ۲ مدال برنز شده‌است.